# Seleção sexual nos humanos

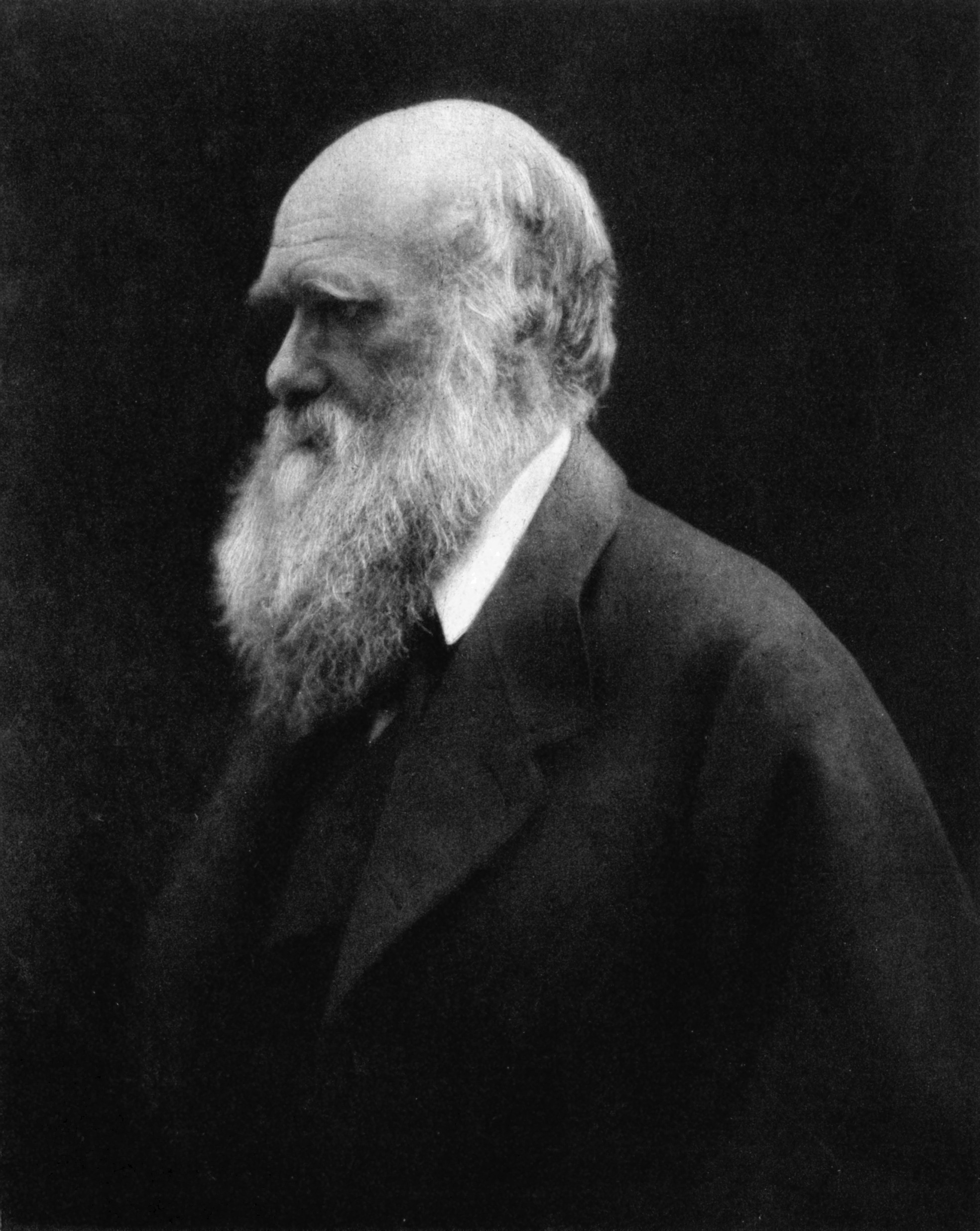
Charles Darwin conjeturou ca a barba masculina era produto da seleção sexual em tempos pré-históricos.

A seleção sexual nos humanos se refere à influência do conceito de seleção sexual, introduzida por Charles Darwin e Alfred R. Wallace, na espécie humana. Além de introduzirem os conceitos da ancestralidade comum dos organismos vivos e o mecanismo de seleção natural pelo qual a evolução ocorre, Darwin e Wallace também se propõem a explicar como esses processos naturais ocorrem nos humanos. No livro, A descendência do homem, e seleção relativa ao sexo, Darwin argumenta como os processos biológicos para os humanos são próximos aos dos outros animais, desde as substâncias químicas e estruturais do corpo, aos eventos que se relacionam à reprodução, por exemplo a corte, nascimento, cuidado parental e, particularmente, as diferenças físicas e psicológicas entre homens e mulheres.
Já foi sugerido que o cérebro humano é um produto da seleção sexual, i.e. também que foi desenvolvido como um elemento sexual para cortejar tanto quanto para a sobrevivência, e que isso já foi exposto por Ronald Fisher no modelo de Fisher. Fisher também argumenta que, as condições para o desenvolvimento da seleção sexual em humanos são mais favoráveis devido a fatores como a prevalência da monogamia - de modo que a escolha do parceiro é mais importante que em outras espécies.

## Hipóteses gerais
Várias características anatômicas e comportamentais têm sido usadas como exemplo de seleção sexual nos humanos. Algumas hipóteses acerca da evolução do cérebro humano argumentam que é um traço sexualmente escolhido, porque não confere demasiada força física em relação ao seu alto custo de manutenção (um quarto a um quinto da energia e do oxigénio consumido por um humano).  Além do tamanho do crânio ser tido com um sinal de inteligência, também argumenta-se que esse aumento seja um caso de neotenia, a qual foi sexualmente selecionada. No geral, o papel da seleção sexual na evolução humana não pode ser estabelecido definitivamente, pois as características podem resultar de um equilíbrio entre pressões competitivas seletivas, algumas envolvendo a seleção sexual, outras a seleção natural e outras a pleiotropia. Nas palavras de Richard Dawkins:

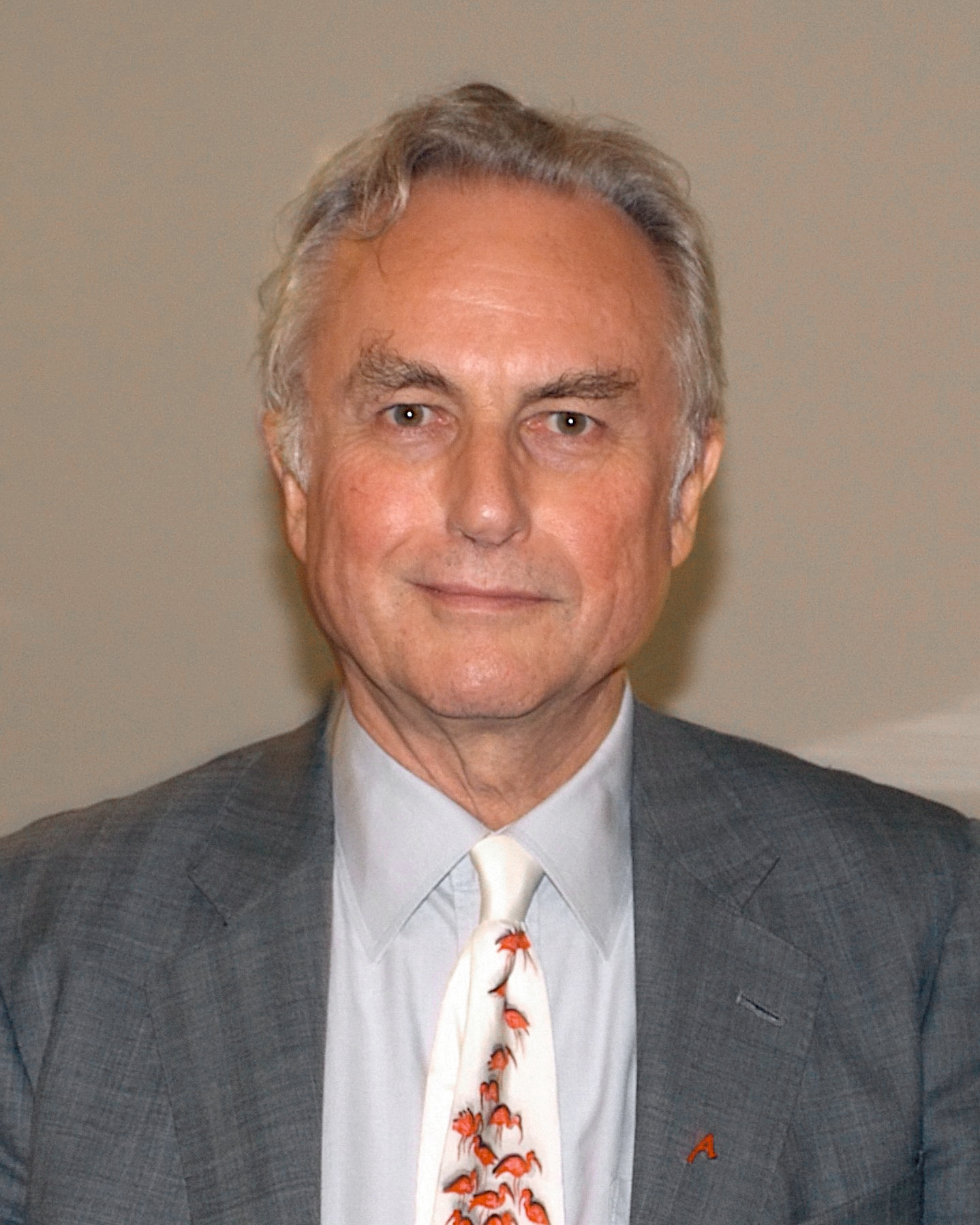
Richard Dawkins

"Quando se repara numa característica de um animal, e se pergunta qual seu valor na sobrevivência, pode-se estar fazendo pergunta errada. Pode ser que as características notadas não sejam as que importam. Ela pode, ao invés, ter se alastrado ao longo da evolução juntamente a outra característica à qual está pleiotropicalmente ligada."
O antropólogo alemão Ferdinand Fellmann propôs uma forma modificada da seleção sexual, chamada "seleção emocional", como o centro de onde depende a evolução emocional humana. A vantagem na sobrevivência é devida ao talento humano em relações a longo-prazo, as quais permitem-lhes ter sentimentos acerca de sentimentos: a origem da consciência humana.

## Hipótese da seleção sexual de Darwin
Charles Darwin descreveu a seleção sexual como sendo dependente na "vantagem que alguns indivíduos têm sobre outros do mesmo sexo e espécie, somente a respeito da reprodução". Darwin apercebeu-se de que a seleção sexual tem dois tipos e concluiu que ambos estão presentes nos humanos: "A luta sexual tem dois tipos; num é entre indivíduos do mesmo sexo, de maneira a excitar ou fascinar os do sexo oposto, geralmente fêmeas, as quais não continuam passivas, mas escolhido os parceiros mais condizentes".

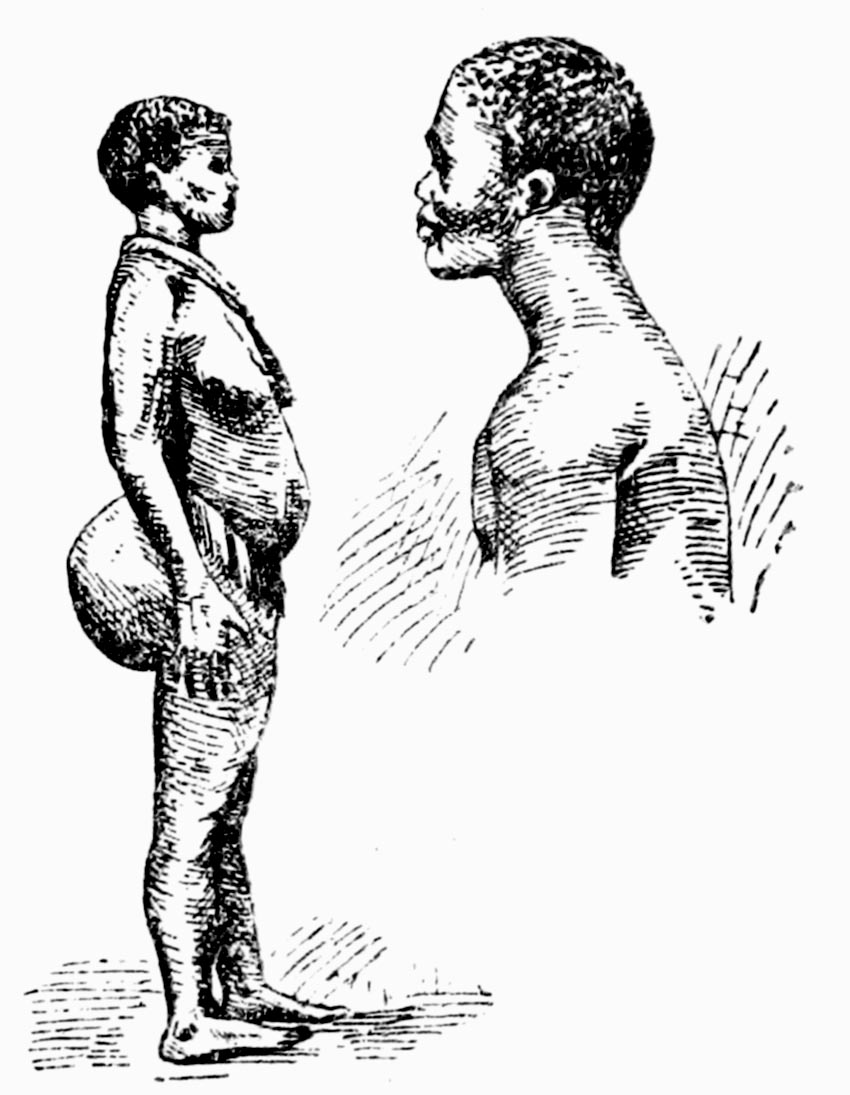
Mulher e homem coissã (desenho de 1900). A mulher mostra esteatopigia.

Charles Darwin conjeturou que a barba masculina, como a falta de pelos corporais nos humanos comparado com todos os outros mamíferos, era resultado da seleção sexual. Ele pensou que desde que os corpos das fêmeas têm menos pelos, a perda de pelo é devida à seleção sexual das fêmeas numa altura pré-histórica quando os machos tinham imenso poder seletivo, e que afetou os machos devido à correlação genética entre os sexos. Ele também considerou que a seleção sexual em parceria com a seleção natural foram fatores significativos na diferenciação geográfica na aparência humana de alguns grupos isolados, porque ele não achou que a seleção natural sozinha pudesse dar um resposta satisfatória. Mesmo não explicitamente, a sua observação ca nas mulheres coissã "a parte posterior do corpo é projetada duma maneira maravilhosa" (conhecida como esteatopigia) implica a seleção  sexual nesta característica. No The Descent of Man, and Selection in Relation to Sex, Darwin viu muitos traços físicos que variam pelo mundo como sendo insignificantes para a sobrevivência tendo concluído que alguma influência da seleção sexual era precisa para explicar a sua presença. Ele notou que a variação nestas características nas várias populações mundiais significa que o critério de escolha de parceiro poderia ter sido bastante diferente se o foco fosse similar, e ele próprio duvidou disso, citando relatório indicando que as ideias da formosura não variam, de facto, muito arredor da Terra.

## Hipótese de Geoffrey Miller

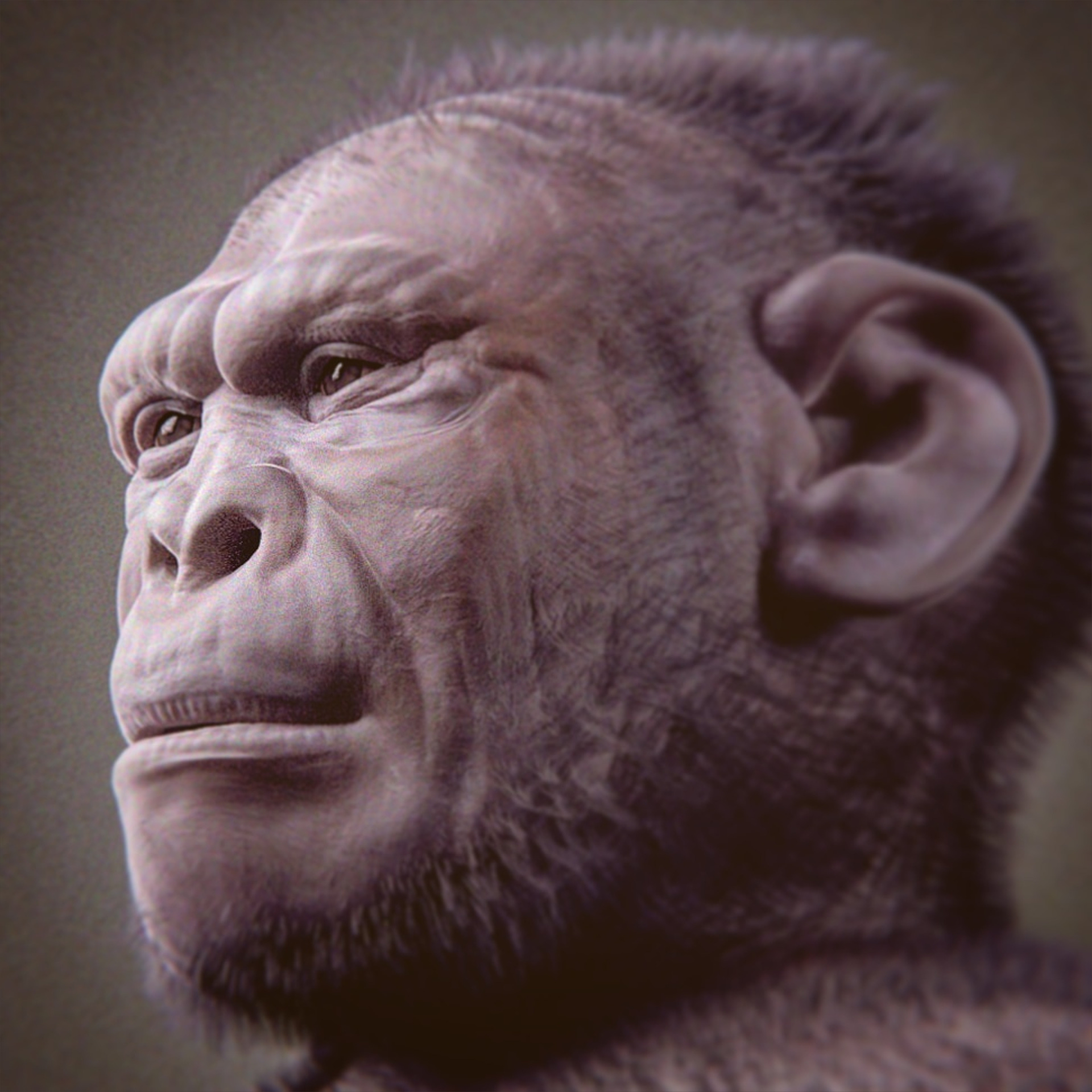
Homo habilis - Reconstrução/aproximação facial forense

Geoffrey Miller, explorando algumas ideias amplamente negligenciadas de Darwin acerca do comportamento humano, chegou à conclusão que muitas condutas humanas não estavam expressivamente ligadas a benefícios de sobrevivência, tais como o humor, a música, a arte visual, algumas formas de altruísmo, criatividade verbal ou o facto da maioria dos humanos terem um vocabulário muito maior do que é preciso para sobreviver, Miller (2000) propôs que esta aparente redundância é devida aos indivíduos usando o vocabulário para mostrar a sua inteligência, e por conseguinte a sua "capacidade", a possíveis parceiros. Isto já foi testado experimentalmente, e parece que os machos fazem maior uso de palavras de baixo uso (mais inusuais) numa atitude romântica do que numa situação similar não-romântica, sugerindo que o vocabulário é usado como demonstração sexual (Rosenberg & Tunney, 2008). Todas estas qualidades são consideradas adaptações para acasalamento que foram favorecidas pela seleção sexual.

Nessa visão, muitas características humanas podem ser consideradas dependentes da seleção sexual como parte do conceito estendido de fenótipo descrito por Richard Dawkins em 1982 no seu livro The Extended Phenotype, que descreve estes acessórios como traços sexualmente escolhidos.

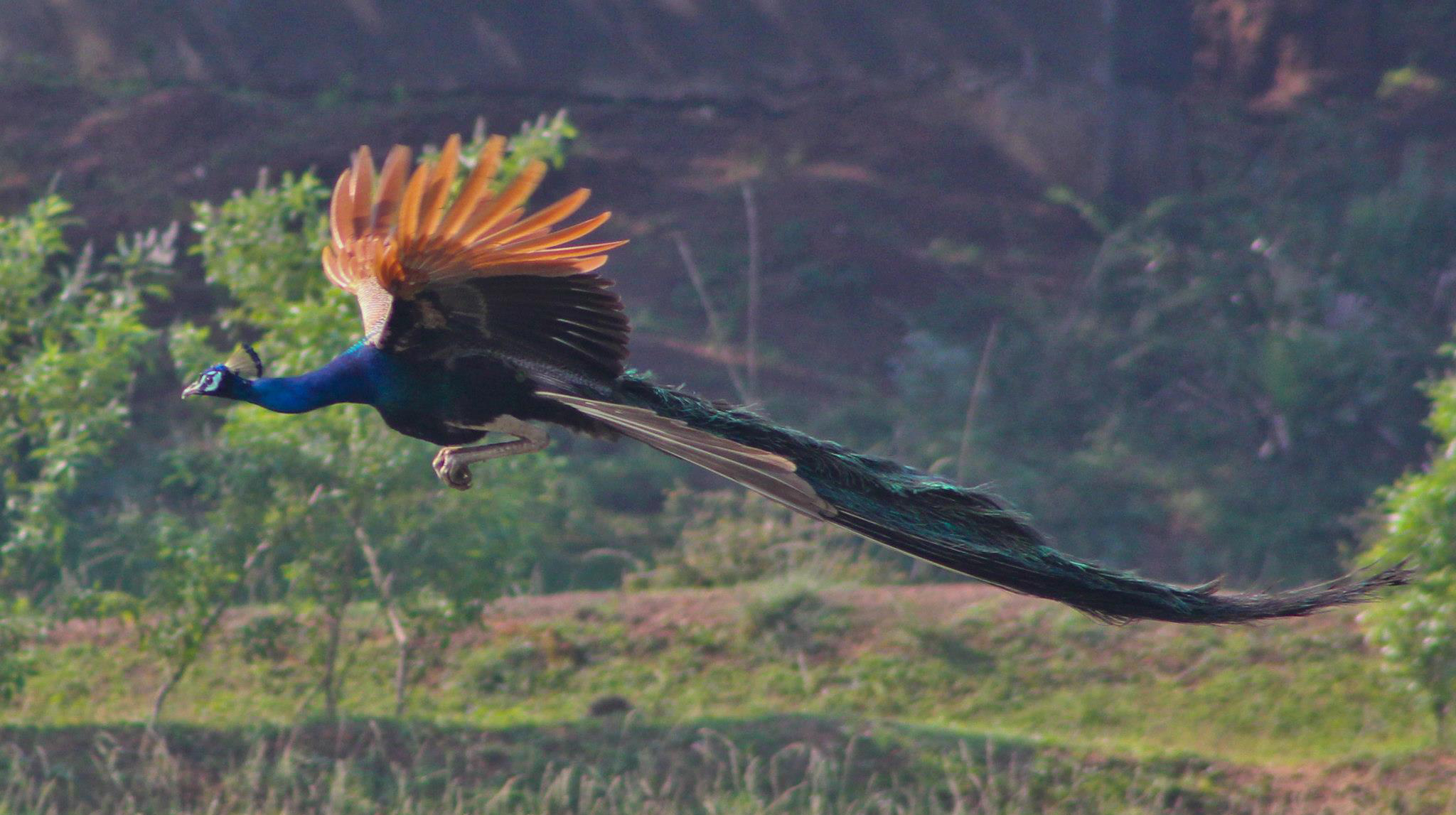
A cauda de um pavão em voo, exemplo clássico dum modelo de Fisher.

Miller é crítico das teorias que implicam que a cultura humana surgiu por acidente ou como um produto da evolução humana. Ele acredita que a cultura humana surgiu através da seleção sexual como traços escolhidos desta maneira. Durante a evolução humana, pelos menos duas vezes, o cérebro do hominídeo cresceu rapidamente num curto período de tempo sucedido por um período de pausa neste processo. O primeiro período de expansão cerebral aconteceu há dois milhões e meio de anos, quando o Homo habilis começou a usar ferramentas de pedra. O segundo período teve lugar há 50000 anos, quando apareceu o Homo sapiens arcaico. Miller argumenta que o crescimento rápido do cérebro poderia ter acontecido por um ciclo de realimentação positiva resultando no modelo de Fisher selecionando cérebros maiores. Tor Nørretranders, em The Generous Man conjetura como a inteligência, a musicalidade, as habilidades artísticas e sociais e a linguagem podem ter resultado do princípio do handicap, análogo à cauda do pavão, o exemplo típico desse princípio. Outra hipótese propõe que a inteligência humana é um indicador de acasalamento que mostra saúde e força perante parasitas e patógenos que são anuladores das capacidades cognitivas humanas.

## Dimorfismo sexual

Desenho que mostra o dimorfismo sexual entre a mulher e o homem. Mostra também as diferenças entre ambos sexos a respeito dos pelos corporais.

Os homens geralmente têm mais pelos que as mulheres, e Darwin achava que falta de pêlos estava ligada à seleção sexual; porém, muitas outras explicações têm sido apresentadas para explicar a perda de pelo nos humanos, uma delas é que a perda de pelos corporais teve lugar para facilitar a transpiração. Esta ideia está estreitamente relacionada com a que sugere a necessidade de melhor fotoproteção e faz parte das explicações mais aceitadas pela comunidade científica sobre a evolução dos traços relacionados à pigmentação.
Indicando que um traço provém da seleção sexual pode ser difícil de provar através de métodos correlacionais, como as características podem resultar de diferentes pressões seletivas, algumas envolvendo seleção sexual, outras seleção natural, algumas podem ser acidentais e devido à pleiotropia. Por exemplo, primatas monógamos são conhecidos por exibir pequeno dimorfismo sexual como machos altos com grande caninos; porém, machos fortes com bocas fortes podem fornecer proteção contra predadores e podem ser maiores por esse motivo, mais do que para ganhar confrontações por fêmeas. Machos e fêmeas ao diferir de tamanho podem usar a altura para especializar-se, e aproveitar melhor os recursos, por exemplo, diferentes tipos de comida enquanto deixando de lado a competição entre cada um; além disso, o tamanho corporal pode ser útil para evitar predadores e pode servir para proteger o parceiro. Isto é, de longe, mais complicado pela consideração que quanto maior corpo, o esqueleto do mamífero torna-se muito mais robusto e massivo. Sabendo isto, o níveis de dimorfismo sexual são vistos como uma marca da seleção sexual. Alguns estudos mostram que os primeiros homininae eram muito dimórficos e que esta tendência se reduziu ao longo da evolução humana, sugerindo que os humanos se tornaram mais monógamos. Pelo contrário, os gorilas que vivem em haréns mostram um dimorfismo sexual muito maior (ver: homininae).

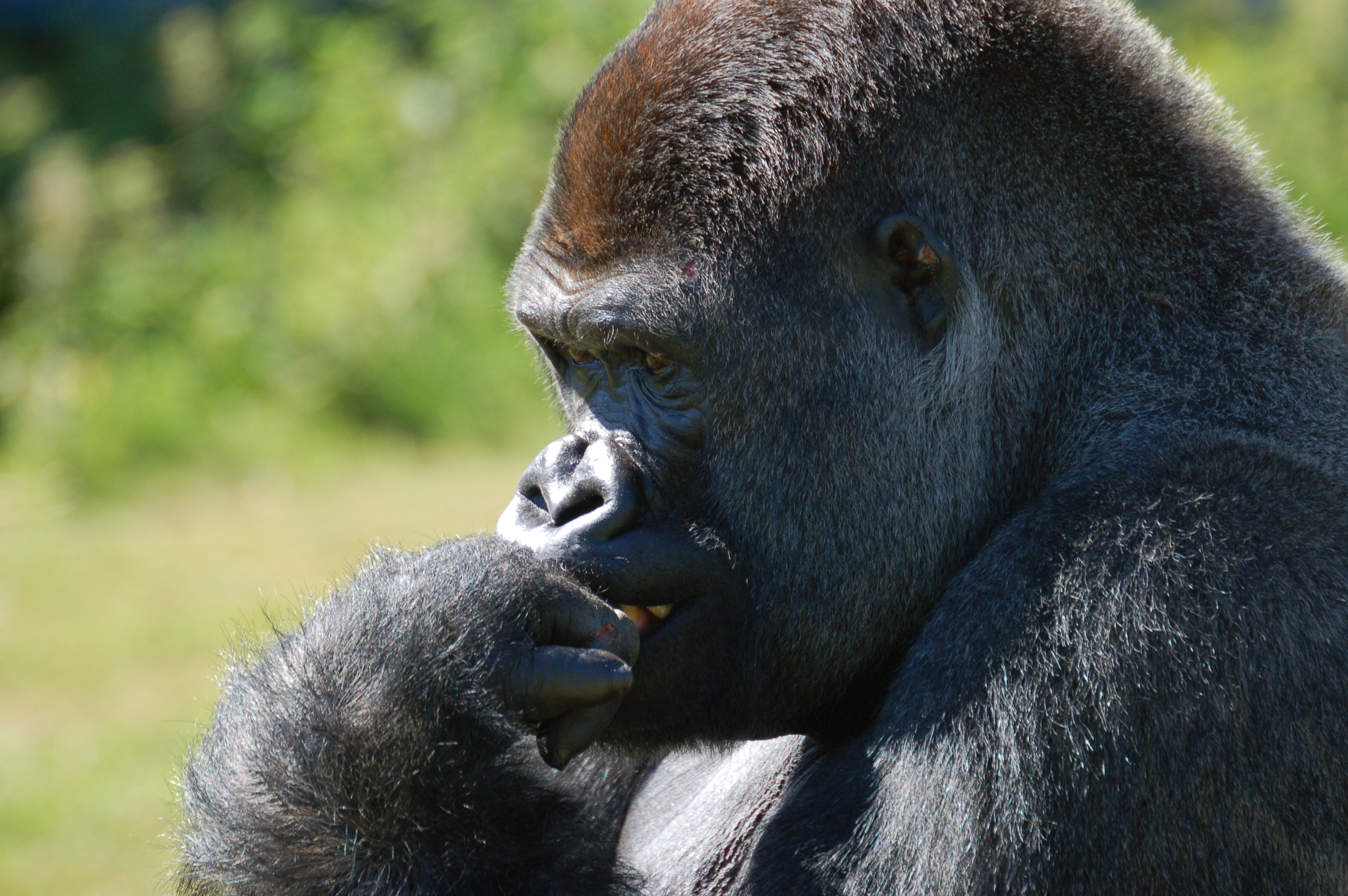
Gorila

Um estudo demonstrou que, há uma tendência evolutiva para os homens com frontes mais curtas, sugerindo que este traço pode ter sido causado pela seleção sexual. Possivelmente, devido à preferência das mulheres por homens masculinos porém não agressivos.

### Anatomia sexual

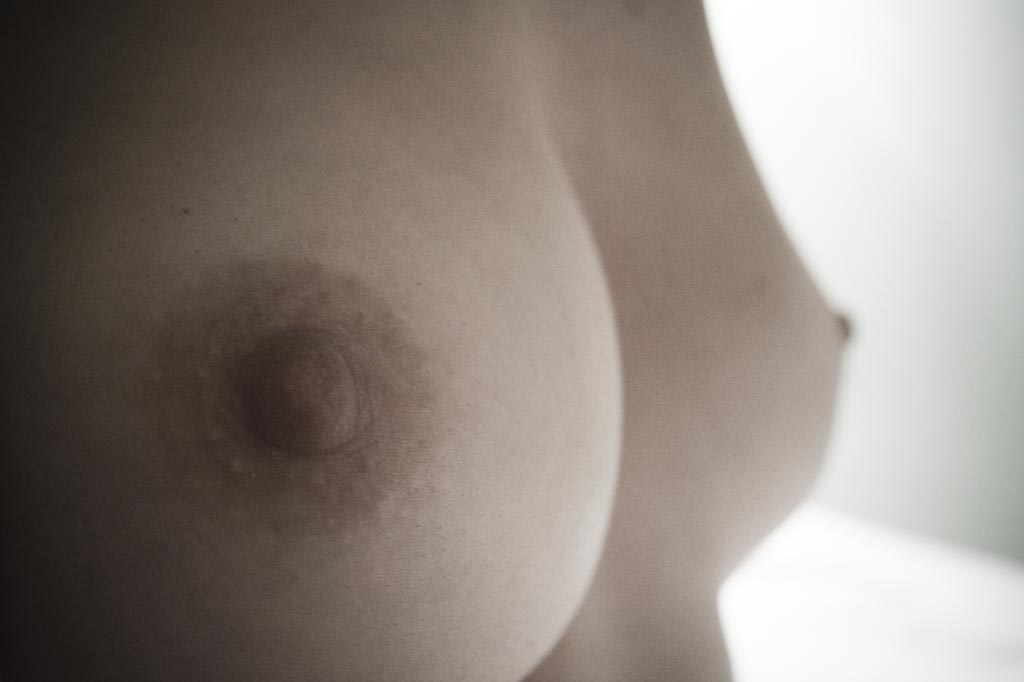
Os seios humanos, muito diferentes do dos outros primatas.

A teoria da seleção sexual têm sido usada para explicar várias características anatômicas humanas. Estas incluem mamas arredondadas, pelo facial, pelo púbico e o tamanho do pénis. Os seios dos primatas não-humanos são planos, mas têm a suficiente capacidade para produzir leite para os seus filhos. Já as mamas das primatas Humanas não-lactantes são preenchidas com tecidos gordurosos ao invés  tecido produtor deleite. Assim, têm sido sugerido que os seios arredondados das fêmeas são sinais de fertilidade. Richard Dawkins especula que a perda do osso do pénis nos humanos, estando presente nos outros primatas, pode ser devida à seleção sexual por fêmeas à procura de um sinal claro de boa saúde nos seus respectivos parceiros. Tendo em conta que a ereção humana depende de um sistema hidráulico de bombeamento sanguíneo, uma falha na ereção é um sinal de alguma forma de problemas de saúde física e mental.

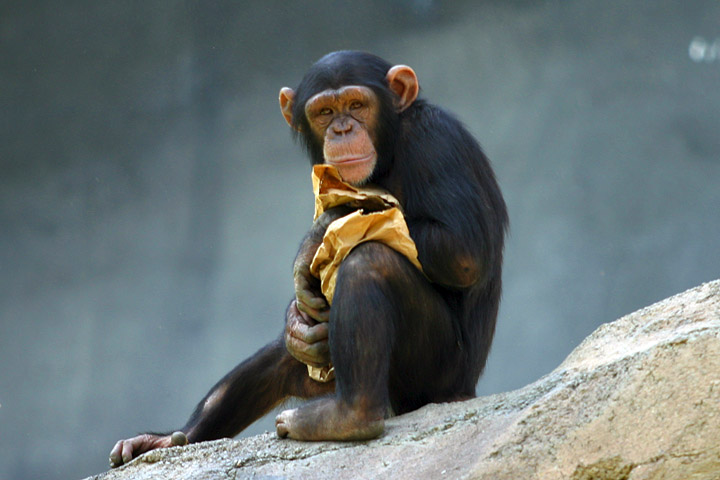
Chimpanzé

Dentre os hominídeos, o pênis no gênero Homo apresenta o maior tamanho em relação ao corpo. Chimpanzés possuem comprimentos similares, embora nessa espécie o órgão seja bem menos espesso, e possuem testículos muito mais desenvolvidos. Foi sugerido que a evolução do pênis humano para um maior tamanho foi resultado de escolha das fêmeas ao invés de competição de esperma, a qual geralmente favorece maiores testículos. Outra possibilidade é que o tamanho do pênis humano seja fruto de seleção natural, em que um órgão mais comprido é mais eficiente em deslocar esperma dos machos rivais durante o ato sexual. Um estudo modelo mostrou que a deslocação de sémen era diretamente proporcional à profundidade do empurrão pélvico, funcionando como um dispositivo eficiente de deslocação de sémen.

## Fenótipo
A seleção sexual continua a ser sugerida como uma possível explicação para a variação geográfica na aparência das populações humanas. Nas hipóteses modernas, as práticas matrimoniais são propostas como sendo o fator determinante da seleção sexual. John Manning sugere que onde a poliginia é comum, os homens enfrentam competição intensa por esposas e estão mais propensos a serem completamente malsucedidos na reprodução, e o resultado é a forte escolha de machos por traços que são adaptativos para alcançar uma reprodução bem-sucedida. Ele propõe uma ligação da cor de pele aos traços relacionados com a testosterona, os quais conferem habilidade para competir com sucesso por fêmeas. Ele sugere que testosterona torna o sistema imunitário humano mais fraco contra agentes patogénicos. Nesta visão, as propriedades antibióticas da melanina ajudam a mitigar a fraqueza às doenças que poliginia produz ao aumentar os níveis de testosterona. De acordo com este argumento, as qualidades anti-infecciosas da melanina são mais importantes do que a proteção da radiação ultravioleta na evolução dos tipos de pele mais escuros. As afirmações de Manning dizem que a cor da pele está mais relacionada com a ocorrência de poliginia – explicável pela função antibiótica da melanina – em vez da latitude geográfica e o seu enfoque da radiação ultravioleta. Um exemplo apontado para isso é a falta de pele muito preta em latitudes equatoriais do Novo Mundo e a pele relativamente clara dos coissã na África.

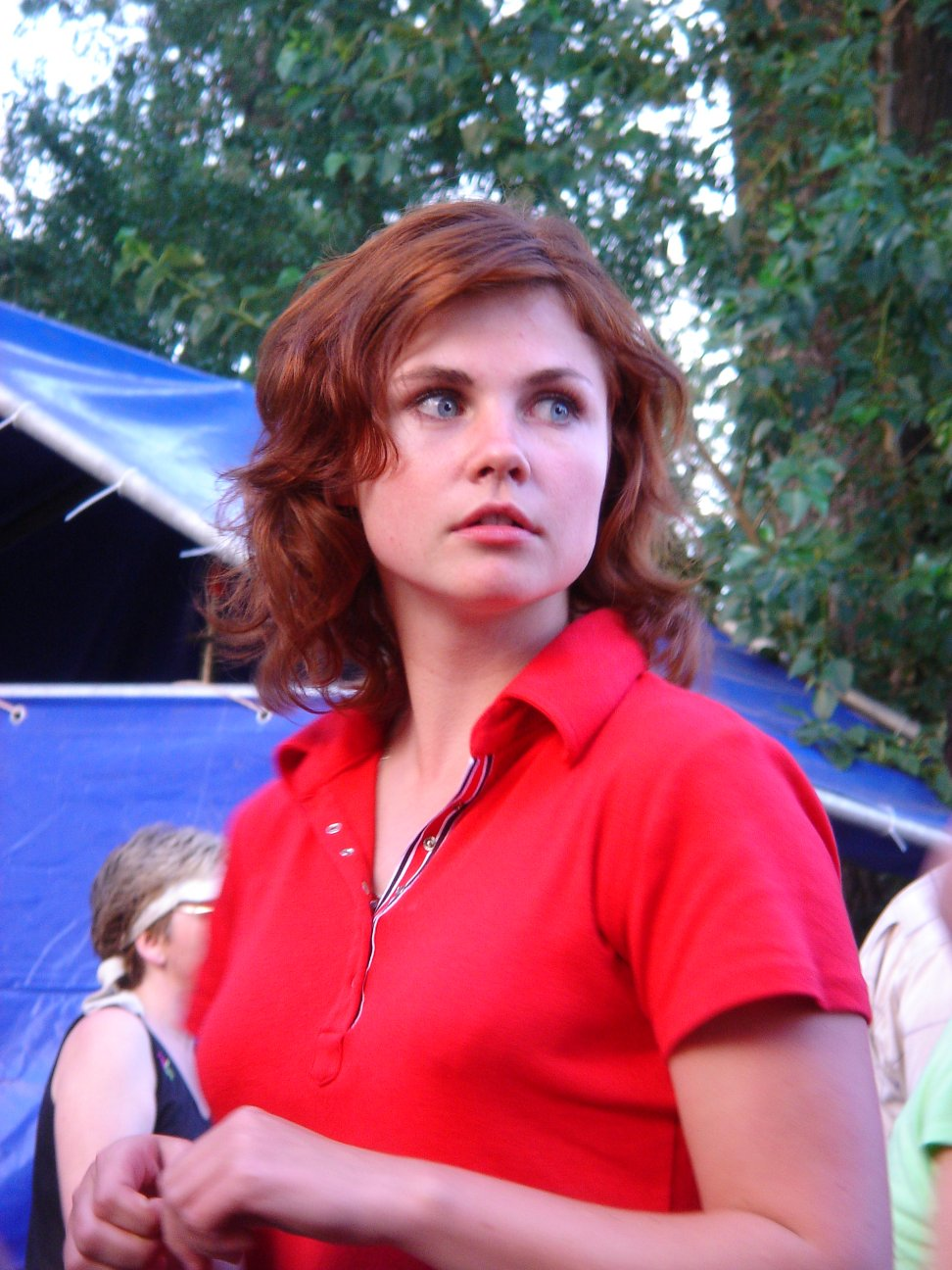
Mulher de pele de cor clara.
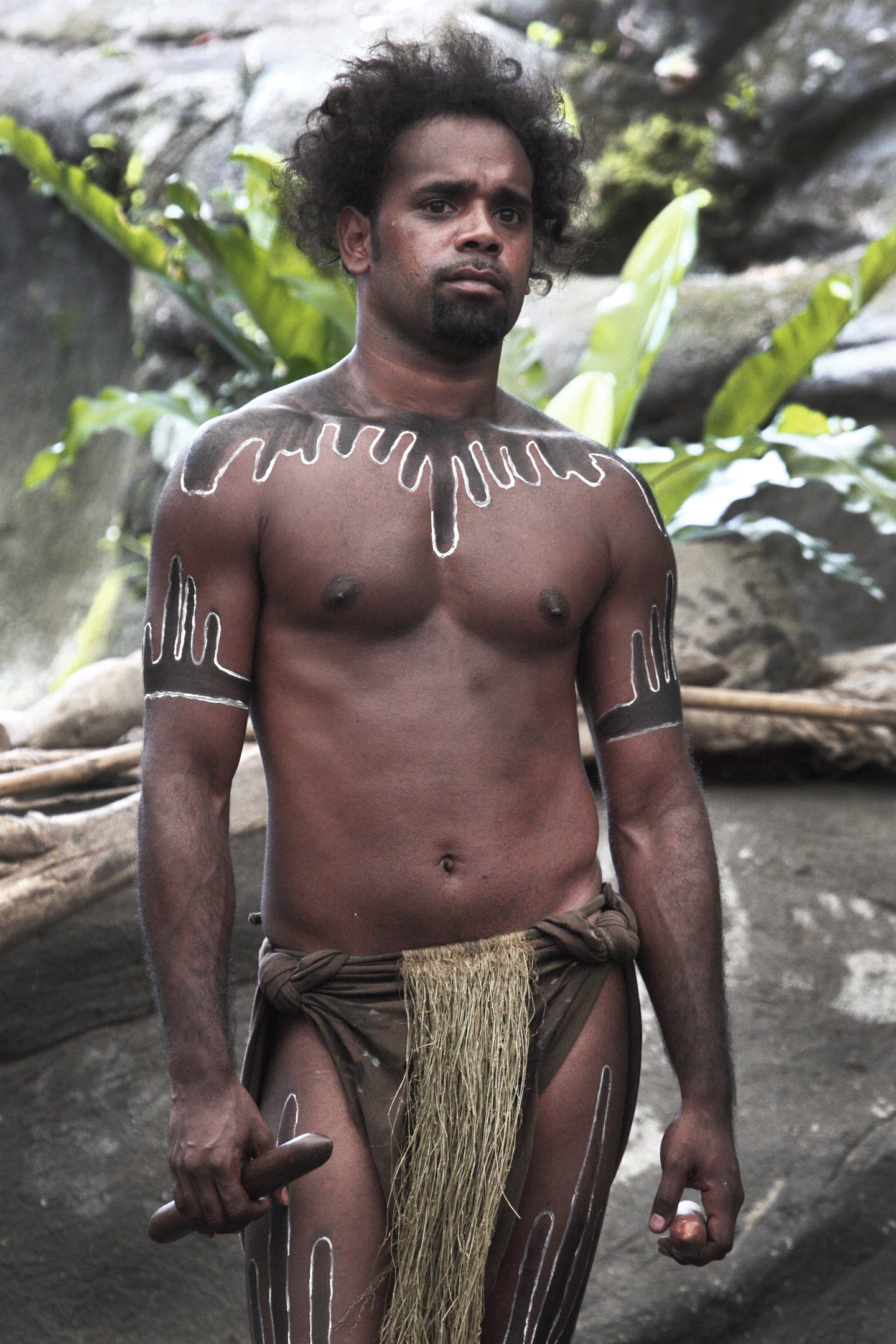
Aborígene australiano.
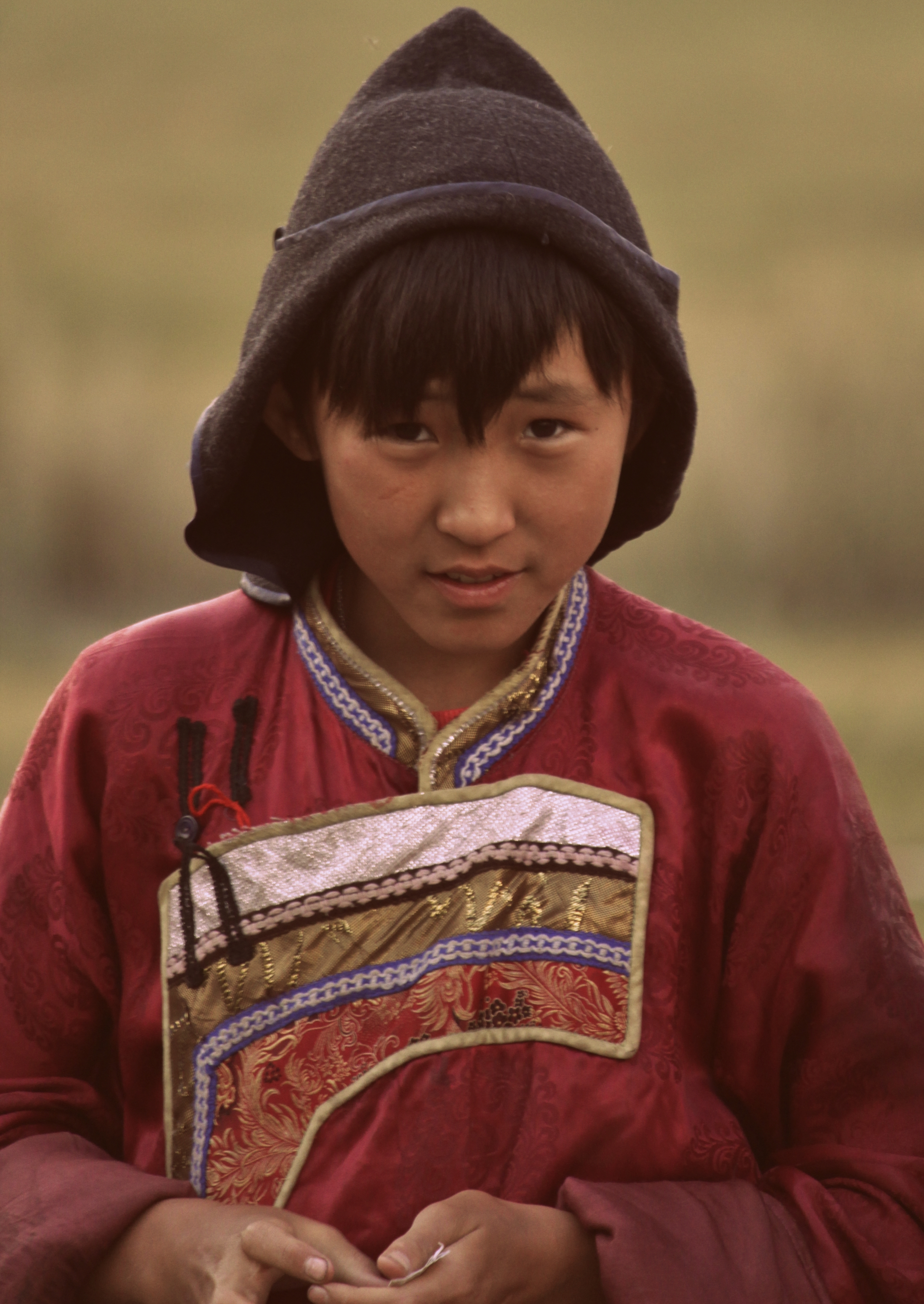
Rapaz mongol buriate.

A pesquisa parece refutar a explicação de Manning acerca da cor da pele. Em 1978, a NASA lançou o Total Ozone Mapping Spectrometer, o qual mediu a radiação ultravioleta pela superfície terrestre. Jablonski e Chaplin recolheram as medições do espectrómetro e comparara-nos com os dados publicados acerca da pele escura em populações indígenas de mais de cinquenta países. Havia uma correlação clara: quanto mais fraca a luz ultravioleta, mais clara a pele.

Mapa da distribuição da população pela sua cor da pele (segundo a escala de Von Luschan) em antes de 1940 e a sua relação ca latitude.

Rogers et al. (2004) efetuaram um inquérito acerca da variação em sequências do nucleótido MC1R  de pessoas de diferente procedência e compararam as sequências de chimpanzés e humanos de várias regiões da Terra. Rogers et al. concluíram que, no momento da separação evolutiva de chimpanzés e humanos, os antecessores comuns de todos os humanos tinham pele clara que era coberta por cabelo preto. Além disso, o nosso parente mais próximo, o chimpanzé, tem pele clara coberta por pelo corporal espesso.  Nessa altura o pelo corporal humano desapareceu para permitir uma melhor transpiração e o tom da pele tornou-se mais escuro para incrementar o estrato córneo e proteger duma deficiência de folato devido à maior exposição à luz solar. Quando os humanos começaram a migrar para fora dos trópicos, havia uma menos intensidade da luz solar, parcialmente devido às roupas para proteger-se face ao inverno frio. Sob estas condições havia uma menor fotodestruição de folato, e então a pressão evolucionária de sobrevivência que desfavorecia os genes de pele clara foi reduzida. Ademais, a pele clara é capaz de gerar mais vitamina D (cholecalciferol) do que a pele escura, então isso poderia ter representado um benefício na saúde em locais com pouca luz solar se houvesse poucas fontes de vitamina D. As mutações genéticas que levaram à pele clara experimentaram pressão seletiva devido ao assentamento nas latitudes setentrionais.
O antropólogo Peter Frost propôs que a seleção sexual era responsável pela evolução dos traços pigmentários das mulheres na Europa do Norte e do Leste. Ele sustenta que a diversidade da cor dos olhos e do cabelo nas populações do Nordeste da Europa originou-se como consequência de uma árdua competição fêmea-fêmea, e que é uma adaptação para o sucesso reprodutivo das mulheres.

## Ovulação críptica
Diferente de outros primatas, a ovulação na fêmea humana não é acompanhada por sinais óbvios de mudança no comportamento sexual, sendo caracterizada como oculta ou críptica. Ou seja, nem mesmo os métodos de auto-observação, como monitorar os sintomas do muco cervical ou registrar a temperatura basal do corpo, são confiáveis para determinar com precisão o momento da ovulação . A ovulação críptica é considerada uma estratégia reprodutiva em humanos e sua evolução em mulheres não é muito bem elucidada, sendo que existem hipóteses que consideram que existiu um ancestral intermediário entre chimpanzés e humanos que apresentava um modelo intermediário entre o estro dos chimpanzés e a ovulação críptica humana . Também é hipotetizado que a bipedia, o custo do acúmulo de água no corpo e um aumento na quantidade de tecido adiposo tenham proporcionado que o inchaço anogenital presente durante o estro tenha se reduzido .
A partir disso podemos citar as vantagens e desvantagens que acompanham o surgimento da ovulação críptica. Por exemplo, uma consequência positiva para a fêmea seria o investimento a longo prazo nos relacionamentos, tendo em vista que o macho não pode identificar o momento certo de acasalar, não podendo manter a fêmea reclusa no momento da ovulação, o que aumenta consequentemente o investimento parental do mesmo no cuidado com os filhos, sendo que isso deixa de ser custoso para o macho quando o mesmo investe seus recursos para o cuidado da prole de somente uma fêmea . Com isso, a ovulação críptica leva à diminuição do infanticídio, resultando no sucesso reprodutivo de fêmeas e machos, mesmo que os últimos não tenham certeza da paternidade . Ainda, a incerteza do momento certo da fertilidade das fêmeas leva a um menor nível de competição entre os machos, levando em conta que teoricamente as mesmas sempre vão estar receptivas aos machos . Por outro lado, a dificuldade da identificação da ovulação levaria a uma possível redução da fertilidade ao não ser possível identificar o melhor momento de acasalamento . Também, podemos citar a  impossibilidade de escolha de fêmeas por características visíveis de fertilidade, sendo unicamente influenciada por fatores individuais, sociais e culturais .

## Aspectos comportamentais da seleção sexual
Além de características físicas, o estudo da seleção sexual procura explicar o desenvolvimento de características comportamentais, como a preferência por roupas, arte, música, esportes e afins, ou seja, busca esclarecer aspectos culturais da espécie humana. Além disso, abrange também outras questões, como a inteligência humana (o desenvolvimento do cérebro, como foi falado anteriormente) e até mesmo o surgimento de fatores como a construção de virtudes morais em sociedade.

### Sistemas de acasalamento
Estudar o comportamento sexual de uma espécie é um passo importante para entender como a seleção sexual ocorre nela. No caso de humanos há alta variabilidade de sistemas de acasalamento dentro de e entre sociedades, lembrando que os sistemas de acasalamento e casamento podem ser diferentes. São identificadas nas sociedades práticas de monogamia, poliginia, poliandria e poliginandria, podendo haver relações com sexos diferentes ou com o mesmo sexo. Apesar da grande variabilidade, humanos adotam majoritariamente sistemas monogâmicos, nos quais tendem a formação de casais de longa duração, diferente da maioria dos primatas que têm sistemas poligínicos.

### Investimento parental
A teoria do investimento parental sugere que há uma relação inversa entre esforço reprodutivo e o esforço parental por parte dos machos, considerando que a divisão do trabalho em sociedades caçadoras e coletoras humanas é de homens caçadores e mulheres coletoras. Portanto, o esforço necessário para a provisão de alimento para a prole por meio da caça restringiria a capacidade de manter múltiplas esposas e maior prole, A partir disso, sugere-se que a especialização de machos para caça teria  coevoluído com a monogamia, ou seja, a contribuição do macho na dieta estaria ligada ao sistema de acasalamento observado. Um exemplo disso é que, entre sociedades forrageadoras, há mais casamentos poligínicos quando os homens contribuem menos para a dieta.

### Subsistência
No estudo da seleção sexual nos humanos, supõe-se que os sistemas de acasalamento teriam coevoluído culturalmente com as estratégias de sobrevivência. Assim, a transição de uma sociedade coletora para uma sedentária/agropecuária teria impactos diretos nas práticas de casamento, alterando a variabilidade do sucesso reprodutivo durante a vida dos machos. Isso poderia ser explicado pelo fato de sociedades sedentárias passarem a produzir e estocar alimentos, consequentemente criando desigualdade. Com isso, haveria alguns poucos machos, que devido ao acúmulo de recursos teriam maior taxa de sucesso reprodutivo ao longo de suas vidas, tanto em sociedades poligínicas (manter mais esposas) quanto monogâmicas. Ainda se debate o motivo da persistência da monogamia em algumas sociedades agricultoras, e por que isso não afeta o sucesso reprodutivo de mulheres.

## Argumentos opostos
O papel da seleção sexual na evolução humana tem sido considerado controverso desde que Darwin publicou o seu livro sobre a seleção sexual (1871). Entre as vozes críticas havia alguns apoiantes de Darwin, tais como Alfred Wallace, que argumentou a respeito da coloração de aviso, uma das várias contribuições de Wallace na área da evolução da coloração animal e, em particular, da coloração protetora. Foi também um desacordo ao longo da vida com Darwin sobre a importância da seleção sexual. Darwin foi acusado de mirar à evolução dos primeiros antepassados humanos através dos códigos morais do século dezanove da era vitoriana. Joan Roughgarden, citando elementos do comportamento sexual dos animais e humanos que não podem ser explicados pelo modelo da seleção sexual, sugeriu que função do sexo na evolução humana era primariamente social.
Em 1867, Darwin escreveu a Wallace sobre um problema ao explicar como algumas lagartas poderiam ter desenvolvido esquemas de cores visíveis. Darwin passou a acreditar que muitos esquemas de cores de animais eram devidos à seleção sexual . No entanto, isso não se aplica a lagartas. Wallace respondeu que ele e Henry Bates haviam observado que muitas das borboletas mais espetaculares tinham um odor e sabor peculiar, e que John Jenner Weir lhe dissera que os pássaros não comiam um certo tipo de mariposa branca comum porque a consideravam desagradável . "Agora, como a mariposa branca é tão visível ao anoitecer quanto uma lagarta colorida à luz do dia", parecia provável que as cores visíveis servissem de aviso aos predadores e, portanto, poderiam ter evoluído através da seleção natural. Darwin ficou impressionado com a ideia. Em uma reunião posterior da Sociedade Entomológica, Wallace pediu qualquer evidência que alguém pudesse ter sobre o assunto. Em 1869, Weir publicou dados de experimentos e observações envolvendo lagartas coloridas que apoiavam a ideia de Wallace.

Wallace atribuiu menos importância que Darwin à seleção sexual. Em seu livro Tropical Nature and Other Essays , de 1878 , ele escreveu extensivamente sobre a coloração de animais e plantas e propôs explicações alternativas para vários casos que Darwin atribuiu à seleção sexual. Ele revisitou o assunto detalhadamente em seu livro de 1889, o darwinismo . Em 1890, ele escreveu uma crítica na revista Nature de seu amigo Edward Bagnall Poulton , The Colors of Animals, que apoiou Darwin na seleção sexual, atacando especialmente as alegações de Poulton sobre as "preferências estéticas do mundo dos insetos".

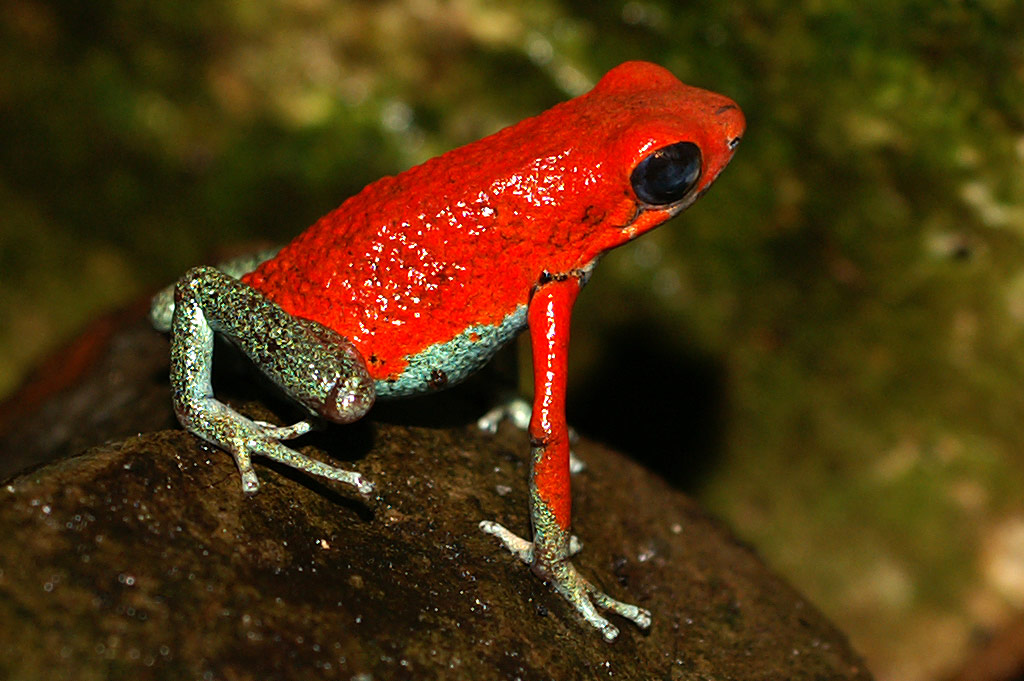
Exemplo de aposematismo, as cores desta rã avisam os potenciais predadores da sua toxicidade.

Joseph Jordania sugeriu em 2011 que em explicar comportamentos humanos e características morfológicas como cantar, dançar, pintar o corpo, uso de roupas e acessórios, Darwin negligenciou qualquer outra força importante evolutiva, intimidação de predadores e competidores que a formas de comportamento deimático, o qual usa o mesmo arsenal da características comportamentais da visão, do ouvido, do olfato como seleção sexual. De acordo com Jordania, a maioria destes comportamentos de aviso foram incorretamente atribuídos à seleção sexual. Jordiana propôs um modelo aposemático da evolução humana, onde a maioria das características morfológicas e comportamentais consideradas por Darwin como seleção sexual, via escolha feminina, são explicados pelo comportamento aposemático (intimidador).

## Obras relacionadas
- The Mating Mind, by Geoffrey Miller, published by Anchor Books, 2001. ISBN 978-0-385-49517-2.